# 东北菱
东北菱（学名：Trapa manshurica）为千屈菜科菱属的植物。分布在中国大陆的吉林、辽宁等地，生长于海拔200米的地区，常生于湖泊以及旧河床中，目前尚未由人工引种栽培。

## 别名
短颈东北菱（东北草本植物志）

## 异名
- Trapa mandshurica Fler. var. komarovii (Skv.) S. H. Li et Y. L. Chang